# Dworek (Kiszkowo)
Dworek (niem. Amalienhof) – osada wsi Kiszkowo w Polsce, położona w województwie zachodniopomorskim, w powiecie koszalińskim, w gminie Będzino.
W latach 1975–1998 osada położona była w województwie koszalińskim.

## Historia
Osada wzmiankowana pierwszy raz w 1788, był to folwark należący do rodziny Kameke. W kolejnych latach właściciele zmieniali się wielokrotnie, przed II wojną światową Dworek (Amalienhof) należał do hrabiny von Rittberg. W 1953 folwark został przejęty przez Instytut Sadownictwa, od 1997 stanowi własność prywatną. Dominantę założenia stanowi eklektyczny pałac (budynek mieszkalny) z początku XX wieku, przebudowany w latach 70. XX wieku.